# Aveyron
Aveyron je francouzský departement ležící v regionu Okcitánie. Nazývá se podle řeky Aveyron. Hlavní město je Rodez.

## Geografie

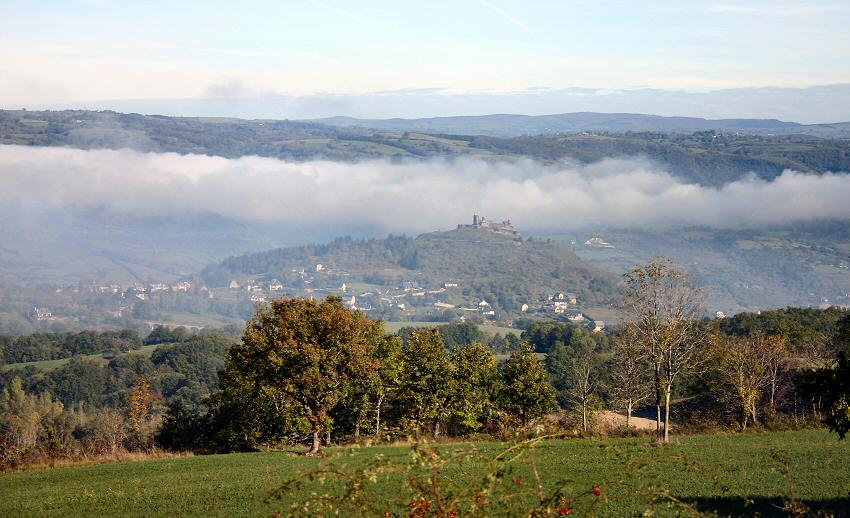
Château de Calmont d'Olt

## Historie
Aveyron je jedním z 83 departementů vytvořených během Francouzské revoluce 4. března 1790 aplikací zákona z 22. prosince 1789.

## Jazyk
Původním jazykem obyvatelů Aveyronu je okcitánština.

## Sýry
Nejvýznamnějším sýrem Aveyronu je Roquefort. V departementu se vyrábí také Laguiole, Tomme de Brebis a Bleu de Causses.

## Nejvýznamnější města
- Rodez
- Millau